# 楊復恭
楊 復恭（よう ふくきょう、? - 894年）は、唐代の宦官。字は子恪。もとの姓は林。福州閩県の人。枢密使の楊玄冀の養子。

## 生涯
弘農郡公楊復光の義従兄（楊復光の養父の楊玄価は楊玄冀の従兄弟）。唐の懿宗のとき龐勛の乱の鎮圧に功績があり、枢密使に昇任した。
黄巣の乱の頃、黄巣が長安を攻めると僖宗は興元に逃走し、楊復恭は田令孜に代わって左神策中尉となった。僖宗が長安に帰還した後、楊復恭は、左神策軍護軍中尉、六軍十二衛観軍容使に任ぜられ、魏国公に封ぜられた。
僖宗の病が重篤となった際、楊復恭は右神策護軍中尉劉季述に命じて寿王李傑（昭宗）を迎えて擁立し即位させた。この功績で禁軍の兵を動かし、権力を行使して跋扈するようになる。
楊復恭はひそかに河東節度使の李克用と結んでいたので、昭宗が李克用討伐に反対妨害し、最終的に朝廷軍は河東軍で大敗した。楊復恭の養子の楊守貞が龍剣節度使に任ぜられた。楊守忠は武定軍節度使に任ぜられた。いずれも朝廷に対して貢を納れず、上奏して朝廷を誹謗した。昭宗は母の恭憲皇后の弟の王瓌を節度使に任命しようとした。その際、楊復恭が同意しなかった。王瓌が楊復恭を罵倒すると、楊復恭は王瓌を黔南節度使に任命することに同意し楊復光の養子である山南西道節度使楊守亮の支配圏に王瓌が入ると、楊守亮によって王瓌を殺害させた。
大順2年（891年）8月、楊復恭は迫られて上将軍を致仕した。冬10月、謀反のかどで告発され、11月8日、昭宗は楊復恭の養子である天威都将李順節（旧名は楊守立）らに命じて楊復恭を逮捕した。張綰・楊守信らは奮戦して抵抗したが9日、禁軍の劉崇望が増援の兵を送ったため、いよいよ耐えられなくなった。楊復恭は興元に逃走し楊守亮を頼った。
景福元年（892年）7月、楊守亮が李克用のもとへ出奔しようとしたが華州で韓建に捕えられた。楊復恭と韓建は従来より不和であったため、韓建を罵倒して辱めたところ、韓建は大いに怒り楊守亮一行を長安に押送して斬首した。